# دایانا ریگ
دِیم اِنید دایانا الیزابت ریگ (به انگلیسی: Dame Enid Diana Elizabeth Rigg) ( ۲۰ ژوئیهٔ ۱۹۳۸ در دانکستر – ۱۰ سپتامبر ۲۰۲۰ در لندن) معروف به دایانا ریگ بازیگر زن انگلیسی بود. او در سریال بازی تاج‌وتخت نقش اولنا تایرل را ایفا کرد.

## زندگی هنری
او بیشتر به‌خاطر بازی در نقش اِما پیل در مجموعه تلویزیونی انتقام‌جویان و نیز نقش تریسی همسر جیمز باند در فیلم در خدمت سرویس مخفی ملکه (۱۹۶۹) و مینی‌سریال در آغاز شناخته می‌شود.

## هنرشناسی

### تئاتر
- دایره گچی قفقازی (۱۹۵۷)
- شاه لیر (۱۹۶۴)
- شب دوازدهم (۱۹۶۶)
- مکبث (۱۹۷۲)
- مردم‌گریز (۱۹۷۳ و ۱۹۷۴)
- شب و روز (۱۹۷۸)
- ایلف کوچولو (۱۹۸۵)
- آنتونیوس و کلئوپاترا (۱۹۸۵)
- مده‌آ (۱۹۹۲، ۱۹۹۳ و ۱۹۹۴)
- مردی خوب در آفریقا (۱۹۹۴)
- ننه دلاور و فرزندان او (۱۹۹۵)
- چه کسی از ویرجینیا وولف می‌ترسد؟ (۱۹۹۶ و ۱۹۹۷)
- ناگهان تابستان گذشته (۲۰۰۴)
- همه چیز درباره مادرم (۲۰۰۷)
- باغ آلبالو (۲۰۰۸)

### تلویزیون
- رؤیای نیمه شب تابستان (۱۹۵۹)
- هدا گابلر (۱۹۸۱)
- قصه‌های جزیره (۱۹۹۳)
- سامسون و دلیله (فیلم ۱۹۹۶) (۱۹۹۶)
- در آغاز (۲۰۰۰)
- ویکتوریا و آلبرت (۲۰۱۱)
- بازی تاج‌وتخت (۲۰۱۳ تا ۲۰۱۷)
- دکتر هو (۲۰۱۳)
- ویکتوریا (۲۰۱۷)

### فیلم
- رؤیای شب نیمه تابستان (۱۹۶۸)
- در خدمت سرویس مخفی ملکه (۱۹۶۹)
- ژولیوس سزار (۱۹۷۰)
- بیمارستان (۱۹۷۱)
- موسیقی کوتاه شبانه (۱۹۷۷)
- شیطان زیر آفتاب (۱۹۸۲)
- سفیدبرفی (۱۹۸۷)
- خطر قلب (۱۹۸۷)
- عکس جدایی (۱۹۹۹)
- پرده رنگی (۲۰۰۶)
- نفس بکش (۲۰۱۷)
- دیشب در سوهو (۲۰۲۰)